# Plasmavergasung
Als Plasmavergasung bezeichnet man die Bearbeitung von Abfall aller Art und Zersetzung in Abgase und Asche mit Hilfe von Plasma. Bei dieser Art der Behandlung entstehen Temperaturen von bis zu 17.000 °C. Die organischen Bestandteile zerfallen und verbrennen vollständig, mineralische und metallische Bestandteile versintern zu einer glasartigen Asche.

## Funktionsweise
Zwei Elektroden werden unter hohe elektrische Spannung gesetzt, wodurch es zu Überschlägen kommt. Dazwischen lässt man Luft durchströmen, die zu einem Plasma ionisiert wird. Bei ihrem Auftreffen auf Abfallstoffe als Brenngut kommt es zur Rekombination der Sauerstoff- und Stickstoffatome und damit zu einem erheblichen Temperaturanstieg, durch den auch reaktionsträge Verbindungen, die für eine vollständige Verbrennung notwendige Aktivierungsenergie erhalten. Zum Erzeugen des Plasmas ist eine große Menge elektrischer Energie nötig. Das Verfahren ist daher vorrangig für solchen Sondermüll gedacht, der in normalen Verbrennungsanlagen nicht vollständig umgesetzt wird. Ein ähnliches Verfahren wird beim Lichtbogenschweißen angewendet.
Bei dieser Methode entstehen laut Aussage der Betreiber keine schädlichen Abgase und es kann Material aller Art in diesen Anlagen umgesetzt werden, auch toxisches, medizinisches und (in geringen Mengen) explosionsfähiges.

## Kritik
Von Experten wird bestritten und von Kritikern bezweifelt, dass das Verfahren im großtechnischen Maßstab ohne gefährliche Rückstände arbeitet. Aus den Abgasen könnten sich unter geeigneten Bedingungen Furane oder Dioxine bilden. Die Zusammensetzung der Schlacke und deren Gefährlichkeit, z. B. durch Schwermetalle verursacht, wird ebenfalls diskutiert.

## Geschichte
Das Konzept der Plasmavergasung von Hausmüll wurde im Dezember 1973 durch Dr. S. L. Camacho patentiert. 1988 nahm die Resorption Canada Limited einen Prototyp in Betrieb. 1989 nahm in Ohio die erste Anlage zur Beseitigung von Industrieabfällen der Stahlindustrie seine Arbeit auf. Die ersten Plasmavergasungsanlagen für Siedlungsabfälle wurden in den 1990er Jahren von Hitachi und Westinghouse entwickelt. Im Dezember 1999 wurde eine erste Testanlage in Yoshii in Betrieb genommen. Seit 2002 betreibt Hitachi in der japanischen Städten Utashinai, sowie in der Nähe von Mihama und Mikata zwei Anlagen, die auf insgesamt 300 Tonnen Müll pro Tag ausgelegt sind. Das Verfahren der Plasmabögen wurde in den 1960er Jahren von der NASA entwickelt, um die Hitzeschilde der Raumfähren zu testen, weil herkömmliche Methoden nicht heiß genug waren. Seitdem sind auf der ganzen Welt viele Anlagen umgesetzt worden, weitere sind in Planung. Die meisten kleinen Anlagen zur Sondermüllbeseitigung wie z. B. eine Anlage in der Cheng-Kung-Nationaluniversität auf Taiwan, welche eine Vergasungsanlage mit einem Fassungsvermögen von 3 bis 5 Tonnen pro Tag betreibt, erzeugen keinen zusätzlichen Strom, ersparen aber die Kosten für teure Beseitigung des Mülls. In der Anlage in Taiwan können beispielsweise medizinischer Abfall, Verbrennungsanlagenasche, organische Abfälle, anorganische Schlämme, Batterien, Schwermetallschlämme und Raffineriekatalysatoren vergast werden. Beschlossen wurde der Bau im November 2004 und in Betrieb genommen wurde die Anlage im Januar 2005.

## Praxis
Eine von Westinghouse seit 2003 betriebene Anlage musste auf Grund technischer Probleme öfter abgestellt werden.
Es gibt technologische Probleme, z. B. für die Werkstoffe auf Grund der hohen Temperaturen.
Bedingt durch die hohen Investitionskosten und die unerprobte Technologie sind die meisten Anlagen bis heute nicht über das Planungsstadium hinausgelangt.
Die Firma Boson Energy entwickelt einen proprietären Prozess zur Plasmavergasung von Abfall, der als Produkt auch grünen Wasserstoff liefern soll.